# Bezetting gebouw Stichting voor Surinamers
De bezetting van het gebouw van de Stichting voor Surinamers vond plaats van 26 tot en met 30 juli 1974 door een groep van tweehonderd Surinamers. Met de actie eisten ze een eigen trefpunt in Den Haag.

## Begin van de bezetting
De Stichting voor Surinamers voor Den Haag en Omstreken, zoals de organisatie voluit heette, was gevestigd aan de Laan van Nieuw Oost-Indië. De bezetters drongen het pand op 26 juli 1974 binnen. Ze wisselden elkaar af zodat niet steeds de gehele groep aanwezig hoefde te zijn. Ze kondigden aan niet eerder te vertrekken totdat ze een eigen trefpunt hadden. De werknemers van de stichting lieten ze ongemoeid doorwerken.
Door de grote immigratie in die jaren kampten veel Surinamers met problemen, zoals gebrekkige opvang, discriminatie, verveling en de houding van de sociale dienst.
Het College van Burgemeester en Wethouders agendeerde de kwestie meteen dezelfde dag en het ministerie van Cultuur, Recreatie en Maatschappelijk Werk (CRM) liet weten nog geen pand beschikbaar te hebben. Volgens de bezetters zou CRM niet willen betalen als er geen pand was en wilde Den Haag pas een pand inrichten als er geld was.
Een van de bezetters was de hoofdredacteur-directeur van De Objectieve Surinamer, Nel Bradley. Toen NOS-journalist Hans Zoet hem in een telefooninterview vroeg wat hij met de tweeduizend gulden had gedaan die de stichting hem ter beschikking had gesteld, reageerde hij met gescheld. Dit fragment was opgenomen op band en werd uitgezonden in het radioprogramma Gevolgmachtigd.

## Eigen trefpunt
Op de tweede dag van de bezetting kwam de gemeente met het nieuws dat ze een pand hadden gevonden aan de Prinsegracht. Nadat op 30 juli de sleutel werd overhandigd, werd de bezetting beëindigd.
Het jongerencentrum Het Paard van Troje dat zich ernaast bevond maakte bezwaar tegen de komst van het Surinaamse trefpunt, omdat het moeilijkheden vreesde. Daarom regelde Den Haag in augustus 1974, na overleg met beide organisaties, dat het trefpunt verhuisde naar een pand aan de Brouwersgracht.